# Polyoxymethylen
Polyoxymethylen (též polyoxymetylén, POM z ang. polyoxymethylene), (CH2O)n , je známý také jako polyacetal nebo acetal. Jde o termoplastický polymer využívaný k výrobě přesných dílů. Vyznačuje se vysokou tuhostí, vysokou odolností proti opotřebení, tepelnou odolností, pružností, nízkou nasákavostí vodou, je bez chuti a vůně, má velmi nízký koeficient tření. Je rozměrově stálý i ve vlhku, dá se obrábět. Jeho hustota je 1,39–1,42 g/cm3.

Chemický vzorec polyoxymetylénu

## Historie
POM byl vynalezen ve 20. letech 20. století německým chemikem Hermannem Staudingerem, který dostal v roce 1953 Nobelovu cenu za chemii. Nejprve nebyl využíván z důvodu problémů s teplotní stabilitou. V roce 1952 americká společnost DuPont syntetizovala a v roce 1956 získala patent na homopolymer. V roce 1960 společnost DuPont začala POM vyrábět pod obchodním označením Delrin. O několik let později začala výrobu na základě vlastního výzkumu i americká společnost Celanese pod označením Celcon a o rok později i německá společnost Hoechst pod označením Hostaform. Později se přidaly i další společnosti, které prodávají POM pod vlastním obchodním označením například Duracon (Polypsatic), Ultraform (BASF), Kocetal (Kolon Plastics), Tarnoform (Zaklady). V 80. letech 20. století uvedla firma DuPont na trh homopolymer Delrin II, který má vlastnosti srovnatelné s kopolymery při zachování pozitivních charakteristik homopolymeru.

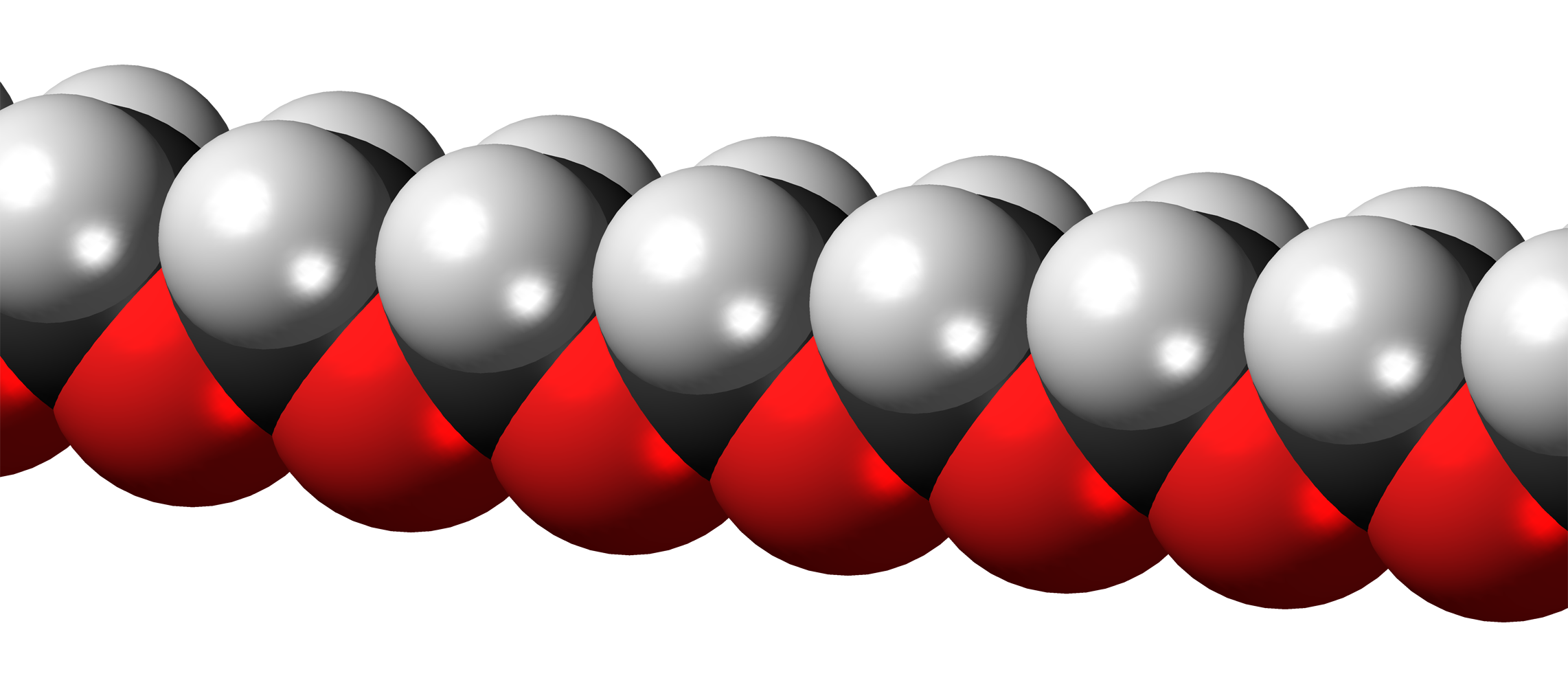
Model řetězce polyoxymetylénu

## Druhy
POM se vyrábí ve formě homopolymeru nebo kopolymeru.
Homopolymer má vyšší krystalinitu a je tužší, má vyšší pevnost v tahu a ohybu než kopolymer, má bod tání 175 °C, příkladem je Delrin.
Kopolymer má vyšší chemickou odolnost a vyšší stabilitu při dlouhodobém tepelném zatížení, jeho bod tání je v rozmezí 162-173 °C, může být využíván i v horké vodě do 80 °C, je málo odolný vůči silným kyselinám, odolává však silným zásadám, příklady jsou Hostaform a Ultraform. Kopolymery jsou lehčí a rychleji zpracovatelné než homopolymery.
Kromě čistého polyoxymetylenu se používá POM s přidaným teflonem nebo skleněnými vlákny.

## Využití
POM je užíván při výrobě ozubených kol, pružin, řetězů, šroubů, rukojetí, tlačítek, zipů, svorek, palivových čerpadel, inhalátorů, nábytkových kluzáků, sprchových hlavic, částí různých elektrických zařízení (el. zubní kartáčky, holicí strojky, kávovary, TV, telefony apod.).
Také se používá jako náplň do 3D tiskáren typu FFF/FDM